# Merla pitnegra
La merla pitnegra (Turdus dissimilis) és un ocell de la família dels túrdids (Turdidae).

## Hàbitat i distribució
Habita boscos a les muntanyes de l'est de l'Índia, oest i nord-est de Myanmar, sud-oest de la Xina, nord de Tailàndia, nord-est de Laos i nord-oest del Vietnam.